# Frea mniszechii
Frea mniszechii är en skalbaggsart som först beskrevs av Thomson 1858.  Frea mniszechii ingår i släktet Frea och familjen långhorningar.
Artens utbredningsområde är Gabon. Inga underarter finns listade i Catalogue of Life.